# Reflexisphodrus
Reflexisphodrus is een geslacht van kevers uit de familie van de loopkevers (Carabidae). De wetenschappelijke naam van het geslacht is voor het eerst geldig gepubliceerd in 1988 door Casale.

## Soorten
Het geslacht Reflexisphodrus omvat de volgende soorten:
- Reflexisphodrus eugrammus Vereschagina, 1989
- Reflexisphodrus formosus Semenov, 1895
- Reflexisphodrus gracilior Lassalle & Marcilhac, 1999
- Reflexisphodrus graciliusculus Vereschagina, 1989
- Reflexisphodrus lanzouicus Lassalle & Marcilhac, 1999
- Reflexisphodrus marginipennis Fairmaire, 1891
- Reflexisphodrus refleximargo (Reitter, 1894)
- Reflexisphodrus reflexipennis Semenov, 1889
- Reflexisphodrus remondorum Lassalle & Marcilhac, 1999
- Reflexisphodrus stenocephalus Vereschagina, 1989
- Reflexisphodrus wuduensis Lassalle & Marcilhac, 1999